# Without a Sound
Albums de Dinosaur Jr.
Where You Been
(1993) Hand It Over
(1997)
Singles
1. Feel The Pain
Sortie : 1994 (Blanco y Negro/Sire Records)
2. I Don't Think So
Sortie : 1995 (Blanco y Negro/Sire)

Without a Sound est le sixième album studio du groupe américain Dinosaur Jr., sorti en août 1994.
Porté par le single Feel The Pain, l'album est un grand succès commercial pour le groupe.

## L'album
Without a Sound, publié en août 1994, est le premier album de Dinosaur Jr. enregistré sans son batteur historique Murph. J Mascis se charge lui-même des parties de batterie de l'album, mais aussi de la plupart des autres instruments. Thalia Zedek du groupe Come assure les chœurs sur les titres Yeah Right, Grab It et Get Out Of This.
Aidé par le tube Feel The Pain et son clip vidéo réalisé par Spike Jonze, l'album devient un grand succès commercial pour le groupe, même s'il déçoit la plupart des fans et de la critique,. Mascis affirme que le décès soudain de son père et les sollicitations permanentes à la suite du succès du précédent album Where You Been, ont eu une influence négative sur ses compositions de l'époque,.
L'album se hisse à la 44e position du classement Billboard 200, où il reste 8 semaines,. Il reste deux semaines dans le UK Albums Chart britannique, avec un pic à la 24e position. 
Le morceau Feel the pain figure sur la bande-son des jeux vidéo Guitar Hero : World Tour et Rock Band 2.
En février 2019, la chanson Over Your Shoulder se place à la 18e position du classement de Billboard Japan Hot 100,.
La vidéo de la chanson se hisse également à la première place au Japon, avec 8,1 millions de vues sur YouTube.
Billboard est incapable de trouver une raison précise expliquant le succès soudain du titre au Japon, 25 ans après sa parution.

## Liste des titres
Tous les titres sont écrits par J Mascis. 
1. Feel The Pain (4:18)
2. I Don't Think So (3:35)
3. Yeah Right (2:45)
4. Outta Hand (5:59)
5. Grab It (3:31)
6. Even You (2:23)
7. Mind Glow (4:02)
8. Get Out Of This (5:21)
9. On The Brink (3:11)
10. Seemed Like The Thing To Do (5:45)
11. Over Your Shoulder (4:52)

## Musiciens

### Dinosaur Jr.
- J Mascis - guitare électrique, chant, batterie, claviers, réalisateur artistique, compositeur
- Mike Johnson - basse, chœurs, guitare sur Yeah Right et Outta Hand, mellotron sur Outta Hand

### Musiciens additionnels
- Greg Dwinell - lap-steel sur I Don't Think So
- Jay Spiegel - thérémine  sur Outta Hand
- Thalia Zedek - chœurs sur Yeah Right, Grab It et Get Out Of This
- Kurt Fedora - guitare rythmique sur Even You et Mind Glow

## Vidéos promotionnelles
- 1994 : Feel the Pain
- 1995 : I Don't Think So